# Bandiera dell'Idaho
La bandiera dell'Idaho è composta dal sigillo dello Stato su fondo azzurro. Sotto la scritta è presente una banda rossa con la scritta in oro "State of Idaho".
I simboli che appaiono nel sigillo sono un minatore e una donna, in riferimento alla libertà e alla giustizia, e gli elementi naturali che compongono l'economia dello Stato: miniere, silvicoltura e agricoltura.
Agli inizi la bandiera apparteneva alla Prima fanteria dell'Idaho, durante la Guerra ispano-americana nel 1899. Fu adottata il 17 marzo 1907, e in seguito modificata nel 1957.